# Nathanael Köstlin

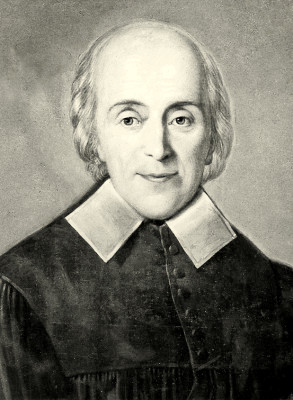
Nathanael Köstlin

Nathanael Köstlin (* 15. Januar 1744 in Blaubeuren; † 27. Juni 1826 in Urach) war ein deutscher evangelischer Theologe und Ehrenprälat in Urach.

## Leben und Wirken
Der Sohn des Heidenheimer Dekans, des Senior Ministerii (Oberpfarrer) der Reichsstadt Esslingen am Neckar sowie Scholarcha (Schuldezernent) und Eherichters Cosmann Friedrich Köstlin (1711–1790) und der Pfarrerstochter Maria Sophia Köpke (1714–1791) wuchs in einem vom Pietismus geprägten Umfeld auf. Er studierte evangelische Theologie zunächst in den Klöstern Denkendorf und Maulbronn und setzte das Studium von 1762 bis 1767 am Evangelischen Stift Tübingen fort, wo er zwischenzeitlich 1764 seine Magisterarbeit schrieb. Nach seinem Examen im Jahre 1767 am Herzoglichen Konsistorium in Stuttgart übernahm ihn das Tübinger Stift bis 1770 zunächst als Bibliothekar und anschließend bis 1774 als Repetent. Während dieser Zeit pflegte Köstlin eine intensive Beziehung zu dem ebenfalls dem Pietismus nahestehenden Universitätskanzler Jeremias Friedrich Reuß, der ebenso wie Köstlins Vater Schüler des Hauptvertreters des württembergischen Pietismus, Johann Albrecht Bengel, gewesen war. Köstlin übernahm die Tätigkeit eines Privatlehrers für die Kinder des Kanzlers und assistierte Reuß bei der Veröffentlichung seiner Schriften.
Im Jahre 1774 wurde Köstlin zum Vikar in Stuttgart ernannt. Hier fand er Quartier bei der Familie des Hofkaplans Karl Heinrich Rieger, ebenfalls eines Bengel-Schülers und Sohns des pietistischen Theologen Georg Konrad Rieger. Er lernte dabei dessen Nichte Sibylle Friederike Cless kennen, welche als Vollwaise im Hause des Hofkaplans lebte, und ehelichte sie im Jahr 1775.
Noch im gleichen Jahr erhielt Köstlin eine Stelle als Diakonus (Zweiter Pfarrer) in Nürtingen und wurde zugleich von seinem Vorgesetzten auf sein zukünftiges Amt als Dekan vorbereitet. Schließlich folgte im Jahr 1793 seine Berufung zum Dekan zunächst in Pfullingen sowie 1808 in Urach. Hier wurde ihm für seine vieljährigen treuen Kirchendienste im Jahr 1823 der Titel und Rang eines Prälaten zugesprochen.
Während seiner langen Dienstzeit hielt Köstlin zahlreiche teilweise schriftlich festgehaltene Predigten, aus denen hervorgeht, dass er am ehesten dem konservativen, nicht spekulativen, innerkirchlichen Flügel der württembergischen Pietisten zuzuordnen war. Dabei konnte er geschickt seine pietistisch gefärbte Theologie im Einklang mit der lutherisch geprägten württembergischen Kirchenlehre bringen und trat dabei als überzeugter Verfechter der lutherischen Bekenntnisse auf die Kanzel.
Besonders wurde Köstlin als Privatlehrer von Friedrich Hölderlin bekannt, der als Fünfzehnjähriger in einem Dankesbrief an seinem Lehrer bekräftigte, dass er „den festen Entschluss gefasst habe, ein Christ und nicht ein wankelmütiger Schwärmer zu werden“, was zu damaliger Zeit gemäß Luthers Lehre bedeutete, dass die Autorität Gottes bzw. der Kirche und der Sakramente nicht in Frage zu stellen sei. Hölderlin äußerte große Zuneigung und Verehrung für seinen Lehrer und betrachtete diesen wie einen Vater. Erst viele Jahre später rückte Hölderlin von der pietistischen Prägung Köstlins ab und fand eine andere Sicht der theologischen Einstellung.
Der spätere Philosoph Friedrich Wilhelm Joseph Schelling, der selbst aus einem pietistisch geprägten Elternhaus stammte, war als Sohn der Schwester von Köstlins Frau sein angeheirater Neffe und ebenfalls sein Schüler in der Nürtinger Lateinschule. Wie sein Schulfreund Hölderlin war auch Schelling ein Bewunderer Köstlins und ein lebenslanger Anhänger der Nürtinger Schule.

## Familie
Nathanael Köstlin war verheiratet mit Sibylle Friederike Cless (1751–1824), welche über ihre Mutter Enkelin des pietistischen Theologen Georg Conrad Rieger war, und hatte mit ihr unter anderem folgende Söhne:
- Nathanael Friedrich von Köstlin (1776–1855), Professor für Praktische Theologie in Tübingen sowie Oberkonsistorialrat und Prälat von Tübingen (mit Sitz in Stuttgart),
- Karl Wilhelm Gottlieb von Köstlin (1785–1854), evangelischer Theologe und Ephorus des Evangelisch-theologischen Seminars Bad Urach und Lehrer von Eduard Mörike
- Karl Heinrich Gotthilf von Köstlin (1787–1859), Arzt, Obermedizinalrat in Stuttgart, Reformer der klinischen Psychiatrie in Württemberg (Anstalten Winnental und Zwiefalten), Mitglied der Schwäbischen Dichterschule
- August Friedrich von Köstlin (1792–1873), Jurist, Staatsrat, Konsistorialpräsident in Stuttgart, Mitorganisator des württembergischen Eisenbahnwesens, Direktor der staatlichen Kunstsammlungen sowie der staatlichen Kunstschule, Gründervater des Württembergischen Kunstvereins und Mitglied der Schwäbischen Dichterschule.

## Schriften (Auswahl)
- Lateinische und griechische Stilübungen im Seminar Maulbronn (dt./lat./griech.), 113 Bl., Maulbronn, 1760–1762.
- Gelegenheits- und Sonntagspredigten in Nürtingen, Pfullingen, Urach und Stuttgart, 3 Bde., Nürtingen, Pfullingen, Urach, Stuttgart, 1774–1825.